# ستيفن رايت (لاعب كرة قدم)
ستيفن رايت (بالإنجليزية: Stephen Wright)‏ (مواليد 8 فبراير1980) هو لاعب كرة قدم من المملكة المتحدة، يلعب كمُدَافِع.

## روابط خارجية
- ستيفن رايت على موقع الاتحاد الأوربي (الإنجليزية)
- ستيفن رايت على موقع قاعدة بيانات كرة القدم.إي يو (الإنجليزية)
- ستيفن رايت على موقع Soccerbase.com (لاعب) (الإنجليزية)
- ستيفن رايت على موقع Soccerway.com (الإنجليزية)
- ستيفن رايت على موقع عالم كرة القدم.نت (الإنجليزية)